# Sân vận động bóng đá Đoàn Bạc Thiên Tân
Sân vận động bóng đá Đoàn Bạc Thiên Tân là một sân vận động bóng đá ở Thiên Tân, Trung Quốc. Sân vận động có sức chứa 22.320 khán giả và được khánh thành vào năm 2012.